# Xystophora
Xystophora is een geslacht van vlinders van de familie tastermotten (Gelechiidae).

## Soorten
- X. asthenodes (Meyrick, 1923)
- X. carchariella (Zeller, 1839)
- X. defixa (Meyrick, 1929)
- X. mongolica Emelyanov & Piskunov, 1982
- X. psammitella (Snellen, 1884)
- X. pulveratella (Herrich-Schäffer, 1854)